# Dick Johnson (attore)
Dick Johson, all'anagrafe Richard Johnson, (fl. XX secolo), è stato un attore statunitense del cinema muto.
Firmandosi spesso come Richard Johnson, altre volte come Dick Johnson, appare in circa una ventina di film tra il 1914 e il 1924. Lavorò anche in The Hazards of Helen che, con i suoi 119 episodi, viene considerato il più lungo serial cinematografico.

## Filmografia
La filmografia è completa. Quando manca il nome del regista, questo non viene riportato nei titoli
- The Will o' the Wisp, regia di Henry Otto - cortometraggio (1914)
- The Hazards of Helen, regia di J. Gunnis Davis, J.P. McGowan e Robert G. Vignola - serial (1914)
- Neal of the Navy, regia di William Bertram e W.M. Harvey - serial (1915)
- The House of Mystery (1916)
- Mismates, regia di Bertram Bracken (1916)
- The Witch of the Mountains (1916)
- The Birth of a Man (1916)
- The Stained Pearl, regia di Fred Huntley (1916)
- The Sultana, regia di Sherwood MacDonald (1916)
- The Fireman's Nemesis, regia di Walter Morton (1917)
- The Wrecked Station, regia di Walter Morton (1917)
- The Railroad Claim Intrigue, regia di Walter Morton (1917)
- The Death Siding,  regia di Walter Morton (1917)
- His Old-Fashioned Dad (1917)
- The Boomerang, regia di Bertram Bracken (1919)
- The Unfortunate Sex, regia di Elsier La Maie (1920)
- An Unwilling Hero, regia di Clarence G. Badger (1921)
- The Dramatic Life of Abraham Lincoln, regia di Phil Rosen (1924)